# 天授 (高麗)
天授（てんじゅ、천수）は、高麗で使用された元号。918年 - 933年。

## 概要
王建は、太祖6年（923年）に後梁に使臣を送り、太祖8年、太祖9年、太祖12年、太祖15年、太祖17年、太祖18年、太祖19年にも使臣を派遣した。太祖16年（933年）、後唐は王瓊と楊昭業などを高麗に派遣し、王建を冊封した。後唐から冊封されたことから、王建は「天授」という年号を放棄、後唐の年号を使用することで中国に事大する。

## 西暦・干支との対照表
| 天授 | 元年  | 2年   | 3年   | 4年   | 5年   | 6年   | 7年   | 8年   | 9年   | 10年  |
| 西暦 | 918年 | 919年 | 920年 | 921年 | 922年 | 923年 | 924年 | 925年 | 926年 | 927年 |
| 干支 | 戊寅  | 己卯  | 庚辰  | 辛巳  | 壬午  | 癸未  | 甲申  | 乙酉  | 丙戌  | 丁亥  |
| 天授 | 11年  | 12年  | 13年  | 14年  | 15年  | 16年  |       |       |       |       |
| 西暦 | 928年 | 929年 | 930年 | 931年 | 932年 | 933年 |       |       |       |       |
| 干支 | 戊子  | 己丑  | 庚寅  | 辛卯  | 壬辰  | 癸巳  |       |       |       |       |

## できごと
- 元年（918年） - 高麗の建国とともに、年号を制定[2]。
- 16年（933年） - 後唐の正朔を受け、年号を廃止[3]。